# Evil Star (personaggio)
Evil Star (dall'inglese, "Stella Malvagia") è il nome di due super criminali della che compaiono nei fumetti della DC Comics.

## Storia

### Evil Star I
Guy Pompton, proprietario della Ace Movie Rantal Agency e signore del crimine, indossò un costume per fermare uno studio televisivo dal completare un film, il cui copione metteva a nudo le sue attività criminali. Si batté contro la Justice Society e fu sconfitto.

### Evil Star II
Uno scienziato del pianeta Auron si dedicò ad ingannare la morte tranedo potere dalle stelle stesse. Inventò la Starband, che lo rese immortale, ma che guastò la sua mente rendendolo malvagio e prematuramente più vecchio dei suoi compagni Aorani. La gente di Auron volle che distruggesse lo Starband, ma avendo assaggiato l'immortalità decise di rifiutare. La conseguente battaglia uccise tutti tranne lo scienziato, ora conosciuto come Evil Star. Evil Star cercò nuovi mondi da conquistare e venne spesso in conflitto con i Guardiani dell'Universo e le Lanterne Verdi, incluso Hal Jordan.
Successivamente, i Guardiani mandarono Evil Star alla fabbrica Erral Rehab, dove utilizzarono un nullificatore nel tentativo di curarlo. La riabilitazione fu parzialmente un successo,  dato che il nullificatore stimolò il suo subconscio, ricreando gli Starlings, che gli portarono la Star Brand. Evil Star fuggì sulla Terra in uno stato confusionale, credendo che gli Starling lo stessero braccando. Combatté con Ferrin Colos, uno dei Darkstars, che riempì la mente di Evil Star con i ricordi delle vittime che aveva ucciso, a cominciare con il suo mondo. La mente di Evil Star si spense, e fu riportato dai Guardiani per la riabilitazione.
Durante Underworld Unleashed, Evil Star fu liberato da Neron, con degli Starling più forti, ma ritornò in prigione grazie ai Darkstars e a Guy Gardner.
Fu menzionato che Evil Star fuggì di prigione in DC Universe n. 0, insieme ad altri criminali.
Fu menzionato che Evil Star, apparentemente di passaggio, fu una minaccia per il mondo di Sister Sercy del Corpo delle Lanterne Blu, come da lei raccontato in Green Lantern n. 42. Non è chiaro se si riferisse all'Evil Star passato o presente, o ad una versione mai sentita del criminale. Evil Star fu anche visto come leader dei gremlins Kroloteani che rapirono Willam Hand in Green Lantern n. 43, cercando gli interni di Hand per l'oscurità che avrebbe condotto alla notte più profonda.

## Poteri e abilità
L'arma principale di Evil Star è la sua Starband. La Starband assorbe l'energia delle stelle per prolungare la vita di Evil Star, e può creare scariche energetiche o costrutti di luce solida, e potenzia gli Starlings. Gli Starlings sono versioni in miniatura di Evil Star che posseggono superforza e invulnerabilità, e che sono sotto il suo controllo. Gli Starlings necessitano di un comando diretto di Evil Star per funzionare, e diventano inutili quando lui è inconscio. Se Evil Star fosse tenuto lontano dalla luce stellare per periodi prolungati, i suoi poteri svanirebbero. Dato che la luce stellare è simile a quella solare, le scariche energetiche e i costrutti di luce solida della Starband servono involontariamente ad incrementare i poteri di Superman.

## Altri media

### Televisione
- Evil Stra comparve in un episodio intitolato "Evil is as Evil Does" della serie animata The Superman/Aquaman Hour of Adventure. È anche uno dei pochi nemici autentici della serie.
- In Justice League Unlimited, Evil Star si vede all'arena di Roulette e viene menzionato come uno dei membri della Società segreta dei supercriminali di Gorilla Grodd. Flash (nel corpo di Lex Luthor) una volta lo chiamò "Evil-Head Guy" (dall'inglese, Tizio con la Testa Cattiva"), nell'episodio "The Great Brain Robbery", e fu uno dei pochi membri della Società Segreta a sopravvivere all'assalto Apokolipsiano sulla Terra.
- Evil Star comparve nell'episodio "Revenge of the reach" della serie animata Batman: The Brave and The Bold. Blue Beetle chiamò il suo amico Paco e gli chiese un dispositivo per batterlo, mentre lui lo combatteva allo stesso momento.

### Letteratura
- Evil Star fu l'antagonista principale nel romanzo sulla Justice League. Il suo personaggio è simile a quello dei fumetti, tranne il fatto che cercò di diventare il Monarca di Ulandira (città capitale di Auron, Ulandir).